# Christopher Seton
Sir Christopher Seton (1278 – Dumfries, ottobre 1306) è stato un nobile e cavaliere medievale scozzese.
Uno dei seguaci di Robert Bruce, partecipò nel 1306 all'assassinio di John Comyn, III Signore di Badenoch, e venne per questo giustiziato da re Edoardo I d'Inghilterra.

## Biografia
Nacque nel 1278, figlio primogenito del cavaliere John de Seton e di Erminia Lascelles. I Seton detenevano varie terre e manieri nello Yorkshire e in Cumbria, ed erano affiliati al clan Bruce, con cui forse erano imparentati.
Per rafforzare il rapporto Christopher sposò Christina Bruce, sorella del capoclan. Il matrimonio fu comunque di breve durata a causa degli sconvolgimenti politici scozzesi, e non vi furono discendenti.
Inizialmente fedele ad Edoardo I d'Inghilterra, Seton cambiò presto schieramento e fu tra gli esecutori dell'assassinio di John Comyn, III Signore di Badenoch, principale rivale di Robert Bruce per il trono scozzese. Mentre Bruce uccideva Comyn, Seton si occupò di fermare suo zio Robert, che tentò invano di difendere il nipote e venne abbattuto dalla spada di Seton. Per questi omicidi, compiuti all'interno di una chiesa, Bruce, Seton e gli altri assassini vennero scomunicati.
Era presente alla successiva incoronazione a re di Robert Bruce a Scone, e pare che gli salvò la vita alla battaglia di Methven, una dura sconfitta scozzese. Dopo la disfatta Seton si rifugiò nel castello di Loch Doon, che tuttavia cadde presto in mano inglese dopo un breve assedio. Seton e suo fratello John, anch'egli presente all'assassinio dei Comyn, vennero portati a Dumfries e giustiziati per impiccagione, sventramento e squartamento.